# Sportgemeinschaft Dynamo Dresden 1988-1989
Questa voce raccoglie le informazioni riguardanti lo Sportgemeinschaft Dynamo Dresden nelle competizioni ufficiali della stagione 1988-1989.

## Rosa
Perdendo solamente due punti durante il girone di andata, a metà campionato la Dinamo Dresda si ritrovò con un cospicuo vantaggio nei confronti delle inseguitrici; nonostante alcuni passi falsi nella tornata conclusiva, la Dynamo fu in grado di gestire il distacco e di ottenere il settimo titolo nazionale con tre turni di anticipo.
Eliminata dal Karl-Marx-Stadt agli ottavi di finale di coppa nazionale, in Coppa UEFA la Dinamo Dresda giunse fino alle semifinali, dove venne estromessa dallo Stoccarda a causa di due reti segnate da Karl Allgöwer nella gara di andata e di ritorno. Nei turni precedenti la Dynamo aveva eliminato in successione Aberdeen, Waregem, Roma e Victoria Bucarest.

## Divisa e sponsor

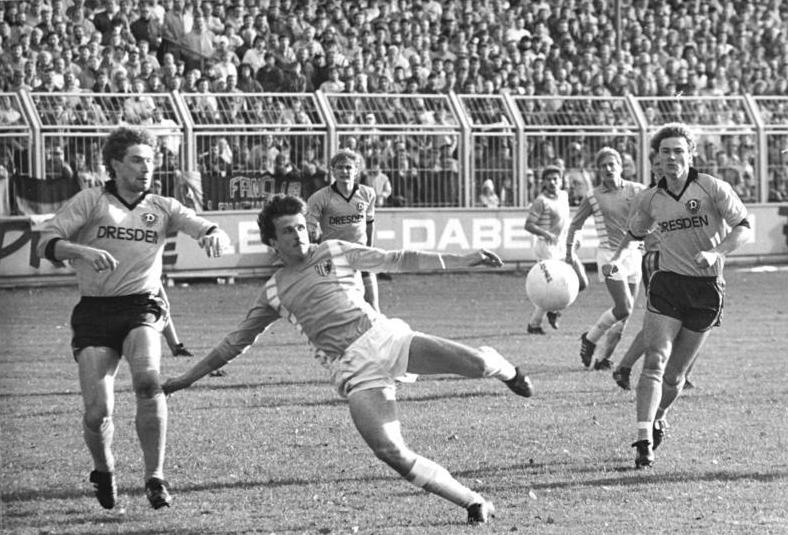
I giocatori della Dinamo Dresda con la divisa indossata nella prima parte della stagione, durante la gara contro il Karl-Marx-Stadt del 29 ottobre 1988.

Nella prima parte della stagione venne confermata la divisa con bordi neri, scollo a "V" e colletto a polo, con la scritta Dresden sulla parte anteriore. In occasione degli incontri di Coppa UEFA venne adottato un motivo a righe oblique sulle spalle e sui lati dei calzoncini, che verrà poi adottato in maniera definitiva nella seconda metà della stagione.
| Casa (andata) | Casa (ritorno) |  |

## Rosa
| N. |                         | Ruolo | Calciatore            |
| -- | ----------------------- | ----- | --------------------- |
|    | Germania Est (bandiera) | P     | Thomas Köhler         |
|    | Germania Est (bandiera) | P     | Jens Ramme            |
|    | Germania Est (bandiera) | P     | Frank Schulze         |
|    | Germania Est (bandiera) | P     | Ronny Teuber          |
|    | Germania Est (bandiera) | D     | Steffen Büttner       |
|    | Germania Est (bandiera) | D     | Andreas Diebitz       |
|    | Germania Est (bandiera) | D     | Bernd Fritzsche       |
|    | Germania Est (bandiera) | D     | Steffen Gerstenberger |
|    | Germania Est (bandiera) | D     | Uwe Kirchner          |
|    | Germania Est (bandiera) | D     | Frank Lieberam        |
|    | Germania Est (bandiera) | D     | Thomas Ritter         |
|    | Germania Est (bandiera) | D     | Ralf Sack             |
|    | Germania Est (bandiera) | D     | Andreas Trautmann     |
|    | Germania Est (bandiera) | C     | Matthias Döschner     |

| N. |                         | Ruolo | Calciatore        |
| -- | ----------------------- | ----- | ----------------- |
|    | Germania Est (bandiera) | C     | Ralf Hauptmann    |
|    | Germania Est (bandiera) | C     | Sven Kmetsch      |
|    | Germania Est (bandiera) | C     | Matthias Maucksch |
|    | Germania Est (bandiera) | C     | Karsten Neitzel   |
|    | Germania Est (bandiera) | C     | Hans-Uwe Pilz     |
|    | Germania Est (bandiera) | C     | Matthias Sammer   |
|    | Germania Est (bandiera) | C     | Jörg Stübner      |
|    | Germania Est (bandiera) | A     | Torsten Gütschow  |
|    | Germania Est (bandiera) | A     | Uwe Jähnig        |
|    | Germania Est (bandiera) | A     | Ulf Kirsten       |
|    | Germania Est (bandiera) | A     | Rocco Milde       |
|    | Germania Est (bandiera) | A     | Ralf Minge        |
|    | Germania Est (bandiera) | A     | Tino Scholtissek  |

## Risultati

### Coppa UEFA
| Aberdeen 7 settembre 1988 Trentaduesimi di finale - Andata | Aberdeen  | 0 – 0 referto | Dinamo Dresda | Pittodrie Stadium (14 500 spett.)\| Arbitro: \| Mikkelsen \| |
| Arbitro:                                                   | Mikkelsen |               |               |                                                              |

| Arbitro: | Galler |

|                          |           |  |
| Gütschow 69’ Kirsten 80’ | Marcatori |  |

| Arbitro: | Blankenstein |

|                                    |           |                  |
| Kirchner 12’ Kirsten 23’, 39’, 64’ | Marcatori | 83’ Niederbacher |

| Arbitro: | Cooper |

|                                 |           |                 |
| Niederbacher 10’ Van Baekel 49’ | Marcatori | 54’ (rig.) Pilz |

| Arbitro: | Biguet |

|                               |           |  |
| Gütschow 15’ (rig.) Minge 81’ | Marcatori |  |

| Arbitro: | Kohl |

|  |           |                          |
|  | Marcatori | 69’ Gütschow 80’ Kirsten |

| Arbitro: | Syme |

|             |           |              |
| Solomon 48’ | Marcatori | 24’ Gütschow |

| Arbitro: | Fredriksson |

|                                         |           |  |
| Minge 47’, 77’ Gütschow 87’, 90’ (rig.) | Marcatori |  |

| Arbitro: | Németh |

|              |           |  |
| Allgöwer 69’ | Marcatori |  |

| Arbitro: | Brummeier |

|              |           |              |
| Lieberam 83’ | Marcatori | 64’ Allgöwer |

## Statistiche

### Andamento in campionato
| Giornata  | 1 | 2 | 3 | 4 | 5 | 6 | 7 | 8 | 9 | 10 | 11 | 12 | 13 | 14 | 15 | 16 | 17 | 18 | 19 | 20 | 21 | 22 | 23 | 24 | 25 | 26 |
| --------- | - | - | - | - | - | - | - | - | - | -- | -- | -- | -- | -- | -- | -- | -- | -- | -- | -- | -- | -- | -- | -- | -- | -- |
| Luogo     | C | T | C | C | T | C | T | C | T | C  | T  | C  | T  | T  | C  | T  | T  | C  | T  | C  | T  | C  | T  | C  | T  | C  |
| Risultato | V | V | P | V | V | V | V | V | V | V  | V  | V  | V  | N  | N  | P  | N  | V  | N  | V  | V  | N  | N  | N  | N  | V  |
| Posizione | 1 | 1 | 1 | 1 | 1 | 1 | 1 | 1 | 1 | 1  | 1  | 1  | 1  | 1  | 1  | 1  | 1  | 1  | 1  | 1  | 1  | 1  | 1  | 1  | 1  | 1  |

Fonte:  GDR » Oberliga 1988/1989 » Schedule, su worldfootball.net.
Legenda:

Luogo: C = Casa; T = Trasferta. Risultato: V = Vittoria; N = Pareggio; P = Sconfitta.

### Statistiche dei giocatori
| Giocatore        | DDR-Oberliga | DDR-Oberliga | DDR-Oberliga | DDR-Oberliga | FDGB-Pokal | FDGB-Pokal | FDGB-Pokal  | FDGB-Pokal | Coppa UEFA | Coppa UEFA | Coppa UEFA  | Coppa UEFA | Totale   | Totale | Totale      | Totale     |
| Giocatore        | Presenze     | Reti         | Ammonizioni  | Espulsioni   | Presenze   | Reti       | Ammonizioni | Espulsioni | Presenze   | Reti       | Ammonizioni | Espulsioni | Presenze | Reti   | Ammonizioni | Espulsioni |
| ---------------- | ------------ | ------------ | ------------ | ------------ | ---------- | ---------- | ----------- | ---------- | ---------- | ---------- | ----------- | ---------- | -------- | ------ | ----------- | ---------- |
| S. Büttner       | 11           | 0            | 0            | 0            | 0          | 0          | 0           | 0          | 5          | 0          | 0           | 0          | 16       | 0      | 0           | 0          |
| A. Diebitz       | 11           | 1            | 0            | 0            | 3          | 0          | 1           | 0          | 5          | 0          | 0           | 0          | 19       | 1      | 1           | 0          |
| M. Döschner      | 22           | 2            | 3            | 0            | 3          | 1          | 0           | 0          | 9          | 0          | 0           | 0          | 34       | 3      | 3           | 0          |
| B. Fritzsche     | 3            | 0            | 0            | 0            | 0          | 0          | 0           | 0          | 0          | 0          | 0           | 0          | 3        | 0      | 0           | 0          |
| S. Gerstenberger | 0            | 0            | 0            | 0            | 0          | 0          | 0           | 0          | 0          | 0          | 0           | 0          | 0        | 0      | 0           | 0          |
| T. Gütschow      | 26           | 17           | 0            | 0            | 3          | 2          | 0           | 0          | 9          | 6          | 0           | 0          | 38       | 25     | 0           | 0          |
| R. Hauptmann     | 22           | 3            | 2            | 0            | 3          | 0          | 0           | 0          | 7          | 0          | 0           | 0          | 32       | 3      | 2           | 0          |
| U. Jähnig        | 15           | 0            | 0            | 0            | 1          | 0          | 0           | 0          | 7          | 0          | 0           | 0          | 23       | 0      | 0           | 0          |
| U. Kirchner      | 19           | 1            | 2            | 0            | 3          | 0          | 1           | 0          | 10         | 1          | 0           | 0          | 32       | 2      | 3           | 0          |
| U. Kirsten       | 24           | 14           | 1            | 0            | 3          | 1          | 0           | 0          | 6          | 5          | 0           | 1          | 33       | 20     | 1           | 1          |
| S. Kmetsch       | 1            | 0            | 0            | 0            | 0          | 0          | 0           | 0          | 0          | 0          | 0           | 0          | 1        | 0      | 0           | 0          |
| T. Köhler        | 1            | -1           | 0            | 0            | 0          | -0         | 0           | 0          | 0          | -0         | 0           | 0          | 1        | -1     | 0           | 0          |
| F. Lieberam      | 26           | 1            | 1            | 0            | 3          | 0          | 0           | 0          | 9          | 1          | 0           | 0          | 38       | 2      | 1           | 0          |
| M. Maucksch      | 11           | 0            | 1            | 0            | 0          | 0          | 0           | 0          | 2          | 0          | 0           | 0          | 13       | 0      | 1           | 0          |
| R. Milde         | 3            | 0            | 0            | 0            | 0          | 0          | 0           | 0          | 0          | 0          | 0           | 0          | 3        | 0      | 0           | 0          |
| R. Minge         | 18           | 4            | 1            | 0            | 2          | 0          | 0           | 0          | 8          | 3          | 0           | 0          | 28       | 7      | 1           | 0          |
| K. Neitzel       | 1            | 0            | 0            | 0            | 0          | 0          | 0           | 0          | 0          | 0          | 0           | 0          | 1        | 0      | 0           | 0          |
| H. Pilz          | 18           | 3            | 2            | 0            | 3          | 0          | 1           | 0          | 10         | 1          | 0           | 0          | 31       | 4      | 3           | 0          |
| J. Ramme         | 1            | -1           | 0            | 0            | 0          | -0         | 0           | 0          | 0          | -0         | 0           | 0          | 1        | -1     | 0           | 0          |
| T. Ritter        | 0            | 0            | 0            | 0            | 0          | 0          | 0           | 0          | 0          | 0          | 0           | 0          | 0        | 0      | 0           | 0          |
| R. Sack          | 1            | 0            | 0            | 0            | 0          | 0          | 0           | 0          | 0          | 0          | 0           | 0          | 1        | 0      | 0           | 0          |
| M. Sammer        | 25           | 6            | 3            | 0            | 3          | 1          | 1           | 0          | 10         | 0          | 0           | 0          | 38       | 7      | 4           | 0          |
| T. Scholtissek   | 1            | 0            | 0            | 0            | 0          | 0          | 0           | 0          | 0          | 0          | 0           | 0          | 1        | 0      | 0           | 0          |
| F. Schulze       | 0            | 0            | 0            | 0            | 0          | 0          | 0           | 0          | 0          | 0          | 0           | 0          | 0        | 0      | 0           | 0          |
| J. Stübner       | 22           | 4            | 4            | 0            | 1          | 0          | 0           | 0          | 8          | 0          | 0           | 0          | 31       | 4      | 4           | 0          |
| R. Teuber        | 24           | -24          | 1            | 0            | 3          | -4         | 0           | 0          | 10         | -6         | 0           | 0          | 37       | -34    | 1           | 0          |
| A. Trautmann     | 20           | 3            | 1            | 0            | 3          | 1          | 0           | 0          | 10         | 0          | 0           | 0          | 33       | 4      | 1           | 0          |